# Ernst I av Sachsen-Altenburg
Ernst I av Sachsen-Altenburg, Ernst Friedrich Paul Georg Nikolaus, född 16 september 1826 i Hildburghausen, död 7 februari 1908 i Altenburg, var en tysk furste. Han var son till Georg av Sachsen-Altenburg.
Ernst gifte sig 1853 i Dessau med Agnes av Anhalt-Dessau (1824–1897), dotter till Leopold IV av Anhalt-Dessau och Fredrika av Preussen.

## Barn
- Marie (1854–1898); gift 1873 med Albrekt av Preussen.